# Molly Malone

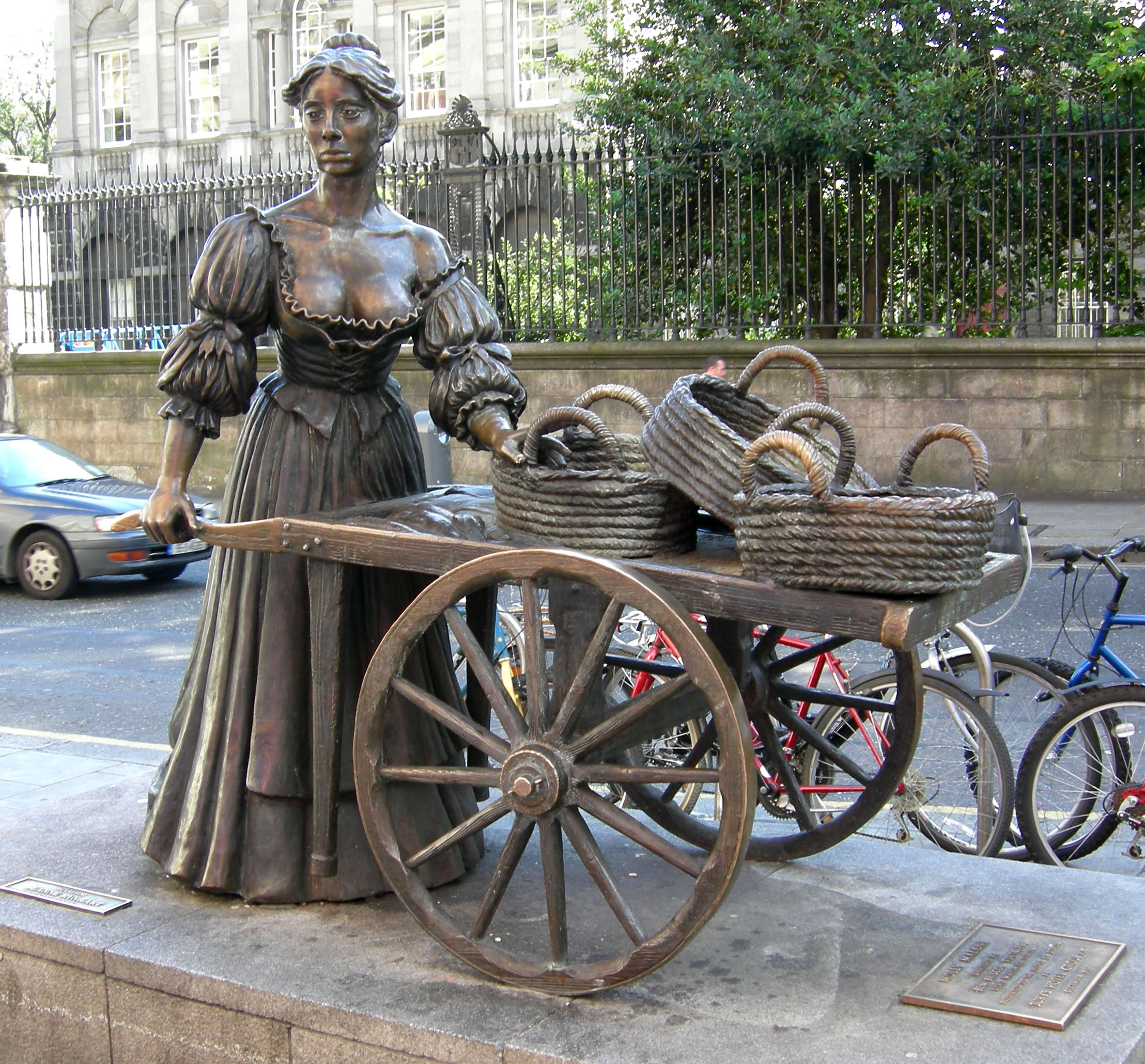
Estatua de Molly Malone en la calle Grafton, Dublín, inaugurada en 1987.

Molly Malone (en irlandés Mol Ní Mhaoileoin), conocida también como Cockles and Mussels (Berberechos y mejillones) o por In Dublin's Fair City (En la Noble Ciudad de Dublín), es una canción popular de Irlanda que se ha convertido en el himno no oficial de Dublín. También ha obtenido la condición de himno irlandés. Fue compuesta alrededor de 1880 por James Yorkston y se ha convertido en una verdadera leyenda urbana. De manera afectiva y coloquial, suelen llamarla como The tart with the cart (La golfa con el carro).
La canción cuenta la historia de una hermosa pescadera llamada Molly Malone que murió joven de una fiebre en plena calle. La muchacha iba por las tortuosas calles de la zona portuaria de Dublín, empujando un carro de mano y pregonando: "¡¡Berberechos y mejillones vivitos!!". Sin embargo no existen pruebas de que tal personaje existiese en el siglo XVII ni en ningún otro momento. Típicamente se la representa como una vendedora de día y una prostituta de noche.
Hasta el 18 de julio de 2014, su estatua se encontraba al comienzo de la calle Grafton, en Dublín, pero debido a las obras de la nueva línea del tranvía (LUAS), ha sido trasladada a la calle Suffolk, enfrente de la Oficina de Información y Turismo (a menos de 100 metros de su anterior localización). Está ataviada de época, con un vestido largo de exagerado escote, llevando el carro donde vendía el marisco. En abril de 2025, el Ayuntamiento de Dublín decidió contratar a guardias para patrullar la estatua de Molly Malone a partir de mayo de 2025, de forma experimental, para protegerla de la práctica, introducida por los guías turísticos en 2012, de frotar los pechos de la estatua para atraer la buena suerte. Los guardias pedirán a los turistas que la miren, pero no que la toquen. Debido al intenso frotamiento, la capa protectora del bronce se ha desgastado en un par de años, por lo que, para reducir el coste del mantenimiento de la estatua, se contratarán guardias, ya que su coste solo ascenderá a unos pocos miles de euros, mucho más barato que la suma millonaria necesaria para levantar el pedestal, y quizás esto ponga fin al acoso constante de la dulce Molly Malone.

## La canción
La afamada canción es el antiguo himno  oficial de Dublín y recrea la historia de este personaje, real o ficticio, del siglo XVII.
En el cine, aparece representada en los primeros minutos de la película La naranja mecánica, cuando es cantada por un vagabundo borracho.
La melodía de esta canción es constantemente silbada por dos profanadores de tumbas en la película dirigida por Roger Corman "El entierro prematuro" (Premature Burial, 1962), y se convierte en el terror del protagonista Guy Carrell, que vivía obsesionado por el temor a tener catalepsia y ser enterrado vivo.

## Letra
In Dublin's fair city,
Where the girls are so pretty,
I first set my eyes on sweet Molly Malone,
As she wheeled her wheel-barrow,
Through streets broad and narrow,
Crying, "Cockles and mussels, alive, alive, oh!"
"Alive, alive, oh,
Alive, alive, oh",
Crying "Cockles and mussels, alive, alive, oh".
She was a fishmonger,
But sure it was no wonder,
For so were her father and mother before,
And they each wheeled their barrow,
Through streets broad and narrow,
Crying, "Cockles and mussels, alive, alive, oh!"
(chorus)
She died of a fever,
And no one could save her,
And that was the end of sweet Molly Malone.
Now her ghost wheels her barrow,
Through streets broad and narrow,
Crying, "Cockles and mussels, alive, alive, oh!"